# 豊橋 (橋)
豊橋（とよはし、とよばし）は、愛知県豊橋市にある一級河川豊川に架かる橋である。愛知県道496号白鳥豊橋線の橋で、豊橋市の船町と下地町を結んでいる。現在の橋は1986年（昭和61年）4月に架け替えられたものである。なお、橋名は正式にはとよはしであるが、一般にはとよばしと呼称されている。また、豊橋という地名はこの橋にちなむ。

## 橋の由来

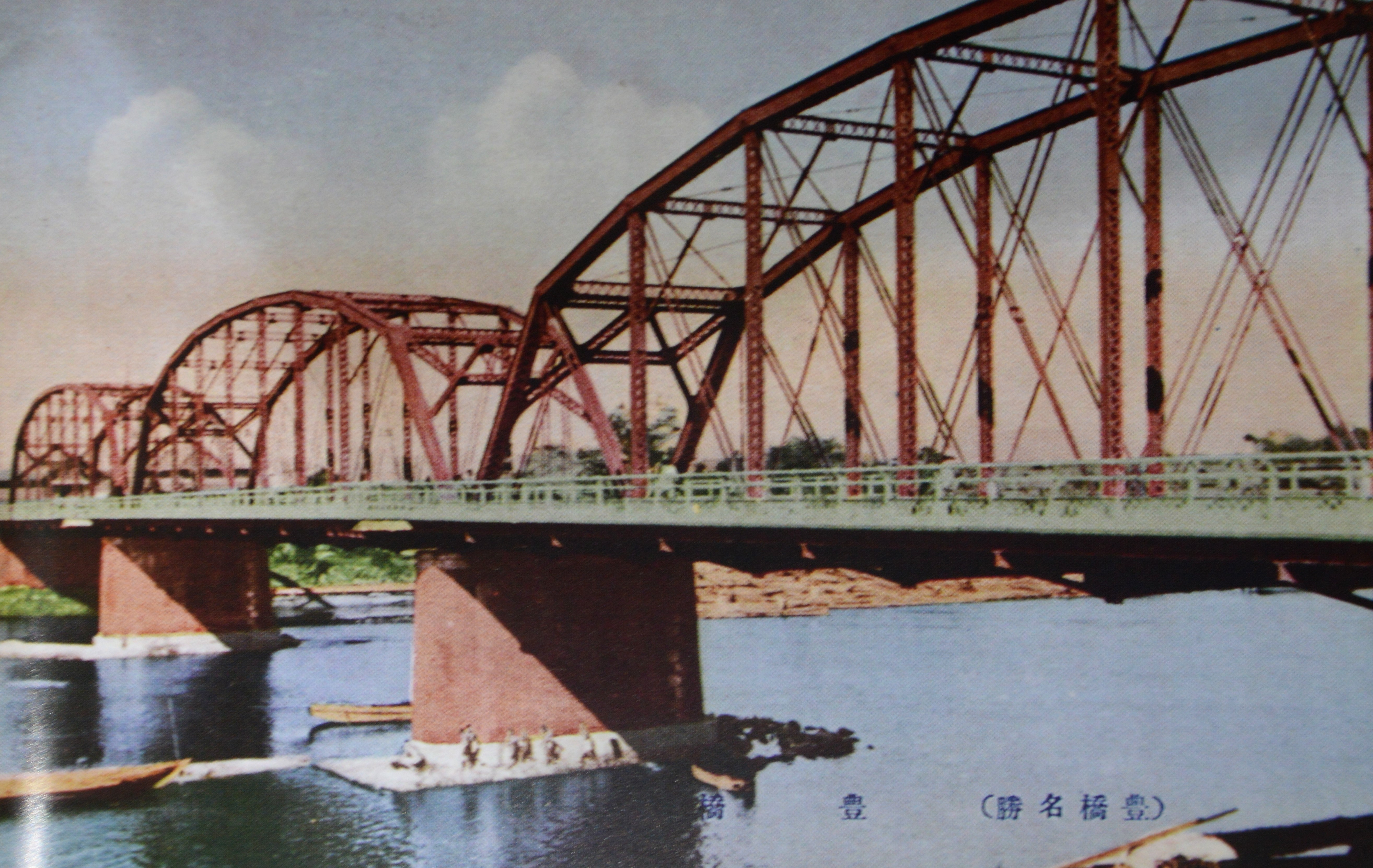
三連アーチ式鉄橋時代（1916年 - 1984年）

1224年（貞応3年）には、この地に今橋が架けられていたと伝えられている。
1570年（元亀元年）、徳川氏の武将酒井忠次が吉田川の関屋口から下地の間に土橋の吉田大橋を架けた。
その後、吉田城城主となった池田輝政が土橋を廃して下流（西側）の船町に木橋の吉田大橋を架けた。江戸時代には幕府が管理する長さ120間の東海道屈指の大橋であった。明治時代に架け替えられた際に名称を豊橋に変更した。昭和に入ると国道1号は上流（東側）に新たに架橋された吉田大橋を通り、豊橋を通るかつての東海道は愛知県道496号白鳥豊橋線となった。

## 吉田大橋との関係
豊橋の上流（東）に架かる吉田大橋は1959年（昭和34年）に新設されたものである。以来、豊橋と吉田大橋は別の橋となったが、元来この二つの名称は同じ橋を指すものであった。そのため、たんに大橋と言うと時、豊橋を指す場合と吉田大橋を指す場合とがある。たとえば、豊橋市内の大橋通りは豊橋を渡る道であり、吉田大橋には通じていない。

## アクセス
JR・名鉄 豊橋駅より大橋通り（愛知県道388号大山豊橋停車場線、愛知県道393号豊橋港線、および愛知県道496号白鳥豊橋線）を豊橋商工会議所方面へ北進。